# 出雲崎町
出雲崎町（日语：／ Izumozaki machi */?）為新潟縣中越地方面向日本海的町。面積44.38平方公里，總人口5,506人。

## 概要

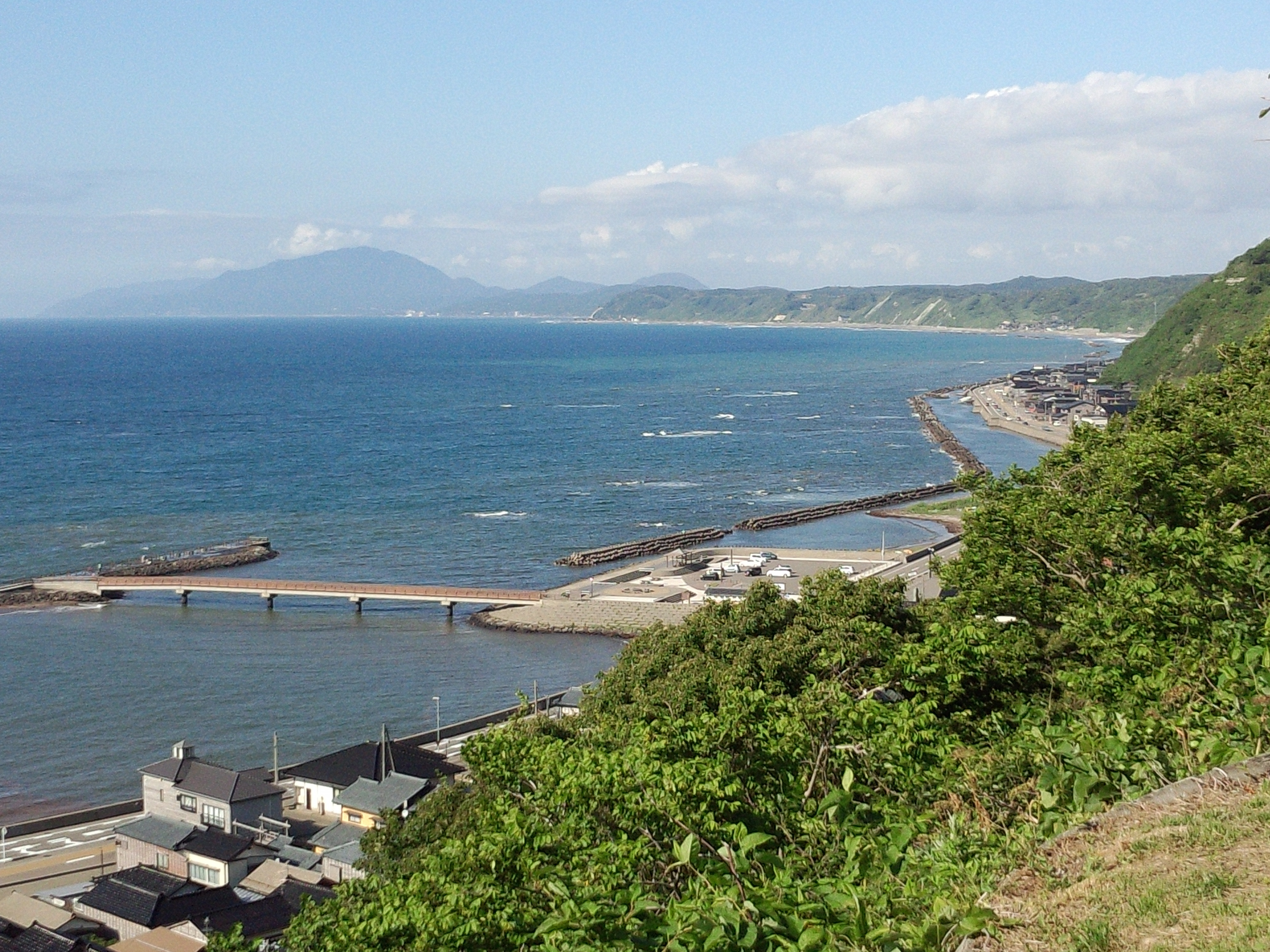
出雲崎城市景觀

良寛的出生地，在松尾芭蕉的奧之細道中登場。有日本「近代石油產業發祥地」之稱，另外還是日本紙風船生產力最多的地方。

## 地理
- 山：
- 河川：島崎川
- 湖沼：

## 外部連結
- 出雲崎町觀光協會